# 维特雷 (默尔特-摩泽尔省)
维特雷（法語：Vitrey，法語發音：[vitʁɛ]）是法国默尔特-摩泽尔省的一个市镇，位于该省南部，属于南锡区。

## 地理
维特雷（48°29'12"N, 6°2'47"E）面积11.54 平方千米，位于法国大東部大區默尔特-摩泽尔省，该省份为法国东北部内陆省份，是洛林的一部分，北邻比利时、卢森堡，北起顺时针与摩泽尔省、下莱茵省、孚日省和默兹省接壤。
与维特雷接壤的市镇（或旧市镇、城区）包括：戈维莱、阿姆维尔、拉勒夫、奥涅维尔、帕雷圣塞赛尔。

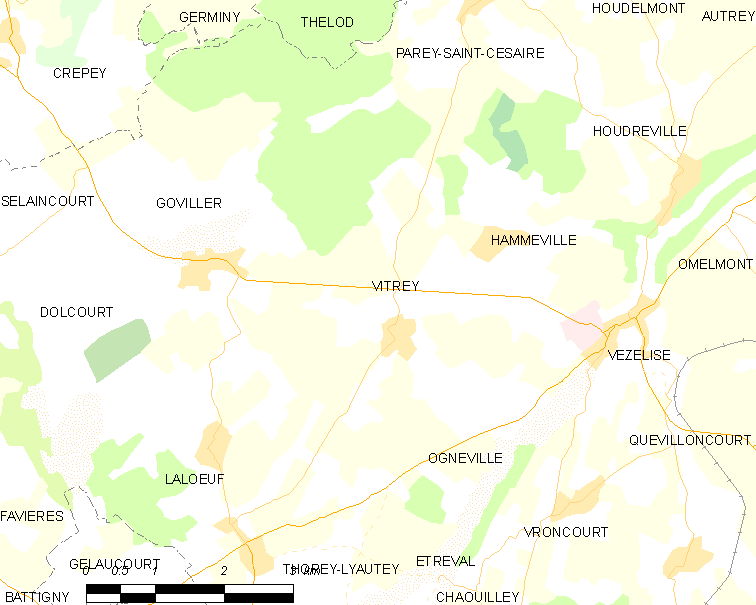
的OSM定位图

维特雷的时区为UTC+01:00、UTC+02:00（夏令时）。

## 行政
维特雷的邮政编码为54330，INSEE市镇编码为54587。

## 政治
维特雷所属的省级选区为梅讷欧桑图瓦县。

## 人口

1962-2008年间人口变化图示

维特雷于2022年1月1日时的人口数量为192人。